# Абдель Мохамед, Мохамед
Мохамед Абдель Мохамед (араб. محمد عبد المحمد‎; род. 14 января 1968) — египетский гандболист, выступавший на позиции крайнего нападающего. В составе сборной Египта принимал участие в летних Олимпийских игр 1992 года.

## Биография
На летние Олимпийские игры 1992 года сборная Египта квалифицировалась, одержав победу на чемпионате Африки. Мохамед Абдель Мохамед вошёл в заявку сборной для участия в барселонских Играх. На предварительном этапе сборная Египта попала в группу B.
Уже в первом матче египтяне могли завоевать очки, но выигрывая после первого тайма у сборной Румынии 12:10, в итоге проиграли 21:22. За матч Абдель Мохамед реализовал свой единственный удар, а также отдал две результативные передачи. В следующих четырёх матчах группового этапа египетские гандболисты потерпели четыре поражение, уступая в каждом матче с разницей минимум в 3 гола. Наиболее чувствительное поражение египтяне потерпели от сборной Германии, проиграв ей со счётом 16:24. На групповой стадии Абдель Мохамед сыграл во всех пяти встречах, реализовав 10 из 13 бросков, а также сделав 3 результативные передачи.
Заняв в своей группе последнее место египетские гандболисты в классификационном матче за 11-е место встретились со сборной Бразилии. Основное время поединка закончилось вничью 22:22, в результате чего командам пришлось играть ещё два дополнительных тайма. По их итогам победу одержала сборная Египта со счётом 27:24. В этом матче Мохамед 6 раз бросал по воротам, но забил при этом только 2 гола. Также на его счету была одна голевая передача.